# Senecio gerardi
Espèce
Senecio gerardi, le Séneçon de Gérard, est une espèce de plantes herbacées de la vaste famille des Asteraceae (Composées).

## Synonymes
- Inula provincialis L. in Sp. Pl.: 884 (1753)
- Crociseris gerardii Fourr. in Ann. Soc. Linn. Lyon, sér. 2, 16: 404 (1868)
- Senecio doronicum subsp. corbariensis (Timb.-Lagr.) B.Bock in Bull. Soc. Bot. Centre-Ouest 42: 277 (2011 publ. 2012)
- Senecio doronicum subsp. gerardi (Gren. & Godr.) Nyman in Consp. Fl. Eur.: 364 (1879)
- Senecio doronicum subsp. gerardii (Godr. & Gren.) Nyman
- Senecio doronicum proles gerardi (Gren. & Godr.) Rouy in G.Rouy & J.Foucaud, Fl. France 8: 328 (1903)
- Senecio gerardii (Godr. & Gren.)
- Senecio gerardi Gren. & Godr. in Fl. France Corse 2: 122 (1850)
- Senecio gerardi var. corbariensis Timb.-Lagr. in Mém. Acad. Sci. Toulouse, sér. 7, 7: 473 (1875)
- Senecio provincialis (L.) Druce
- Senecio provincialis var. corbariensis (Timb.-Lagr.) Kerguélen in Coll. Patrim. Nat. 8: xvi (1993)